# Kloroform

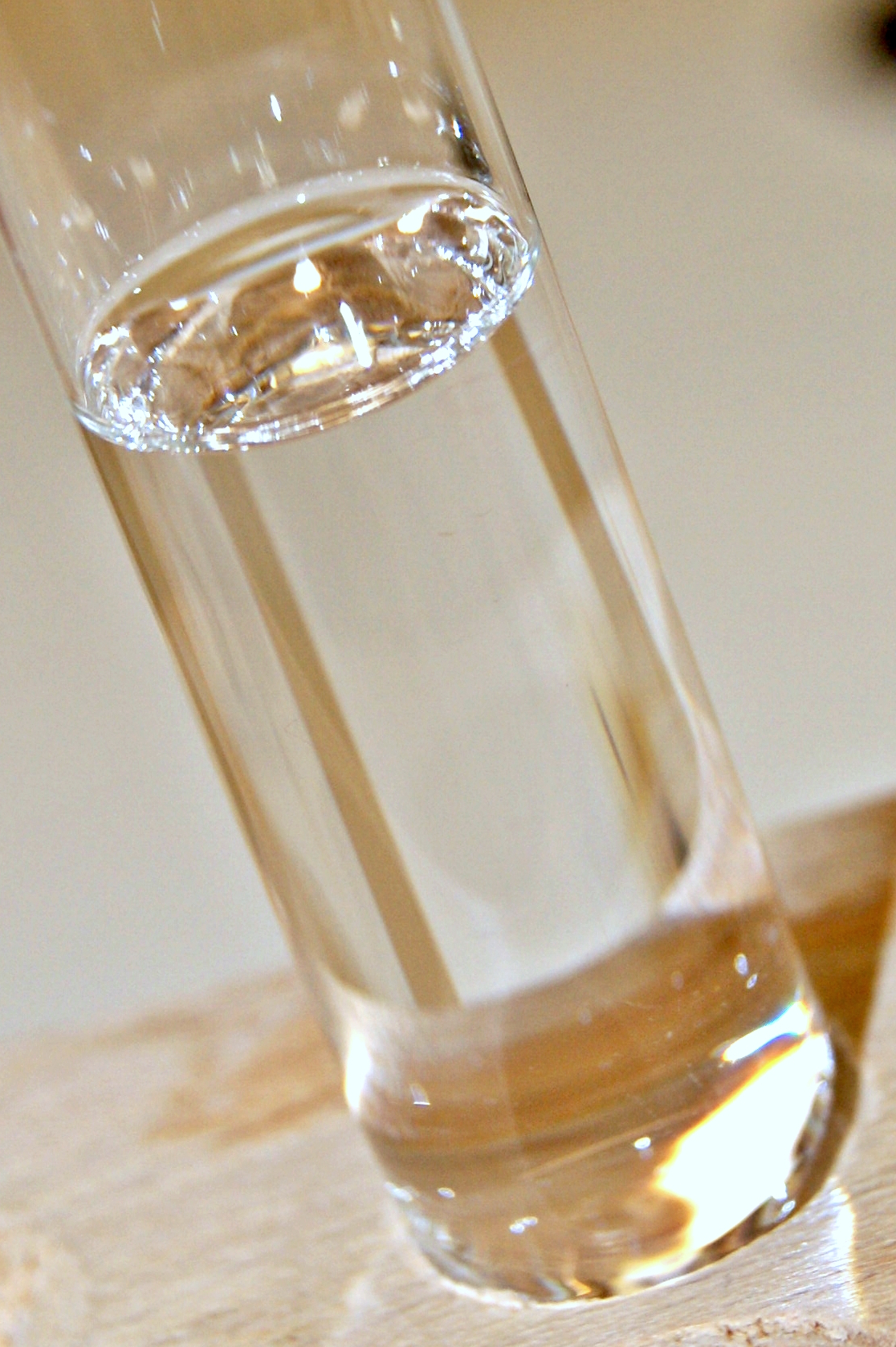

Kloroform eller triklormetan, sammansättning av namnet på grundämnet klor och en förkortning av formyl (myrsyrans radikal).

## Egenskaper
Kloroform är ett opolärt lösningsmedel som har haft stor användning inom kemin, numera till stor del utbytt mot andra lösningsmedel. Kloroform kan sönderfalla till diklorkarben vid användandet av starkt basiska reagens; detta kan både vara önskvärt och ej önskvärt. Kloroform är inte brännbart, men vid stark upphettning i luft kan fosgen bildas.
Kloroform löser bland annat upp ABS och annan styrenplast och kan användas för att smälta samman plastdetaljer, så kallad spritning.

## Framställning
Kloroform framställs industriellt genom att hetta upp metan och klorgas till 400 – 500 °C. Vid de temperaturerna kan metan successivt halogeniseras av fria radikaler varvid fyra olika klormetan-föreningar bildas.
- Klormetan:     {\displaystyle {\rm {CH_{4}+Cl_{2}\rightarrow CH_{3}Cl+HCl}}}

- Diklormetan:  {\displaystyle {\rm {CH_{3}Cl+Cl_{2}\rightarrow CH_{2}Cl_{2}+HCl}}}

- Kloroform:      {\displaystyle {\rm {CH_{2}Cl_{2}+Cl_{2}\rightarrow CHCl_{3}+HCl}}}

- Koltetraklorid: {\displaystyle {\rm {CHCl_{3}+Cl_{2}\rightarrow CCl_{4}+HCl}}}

De fyra ämnena separeras sedan genom destillation.

## Användning
Kloroform är ett av de äldsta bedövningsmedlen vid operationer. Det ansågs ha flera fördelar i jämförelse med eter, bland annat var det inte brandfarligt och det har dessutom en behagligare doft. Mot slutet av 1800-talet insåg man dock att kloroform också hade en tendens att orsaka leverskador, samt hjärtarytmier, och eter blev det dominerande narkosmedlet. 
Kloroform har även använts för att avliva djur.
Kloroform har tidigare funnits receptfritt på Apoteket, men inte längre. Varan med namnet "Kloroform: Dentallösning" har begränsad användning då den innehåller endast cirka 5 % kloroform som används för att lösa upp hartset i lösningen. 

## Inom film och litteratur
I vissa deckare används kloroform som bedövningsmedel. Förövaren trycker en trasa mot offrets näsa och mun så att det andas in ångorna och omgående svimmar. I verkligheten är verkan inte omedelbar; det tar minst fem minuter innan personen tappar medvetandet.

### Andra Metylklorider
- Klormetan
- Diklormetan
- Koltetraklorid

### Andra Trihalometaner
- Fluoroform
- Bromoform
- Jodoform